# 静逸别墅 (杭州)
静逸别墅，又名张静江故居，是民国政治人物张静江在杭州的寓所。静逸别墅位于杭州西湖北岸的葛岭，得名于张静江和夫人朱逸民两人名字各取一字。1927年至1929年间，张静江出任浙江省政府主席期间曾经居住于此，期间主持创办了首届西湖博览会。别墅为两栋东西分布的砖石结构小楼，位于葛岭半山腰，占地1425平方米，建筑面积500余平方米，设有大阳台，可眺望西湖风景。
静逸别墅曾在2005年被改建为会所，这次改建使得建筑结构遭到了破坏。2014年1月17日，会所被关停。

## 图片

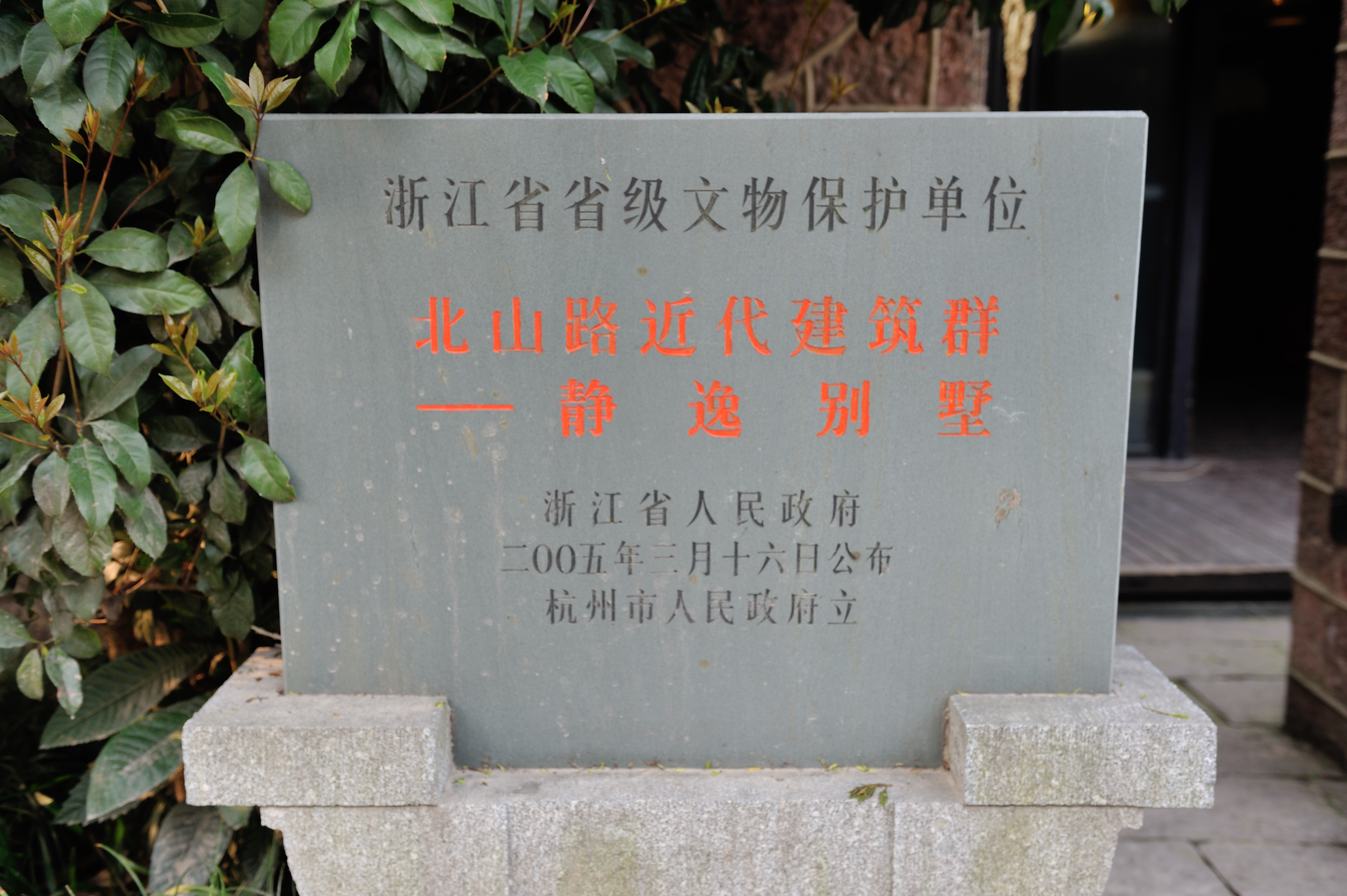
浙江省文物保护单位碑
靜逸別墅位於葛嶺路5號
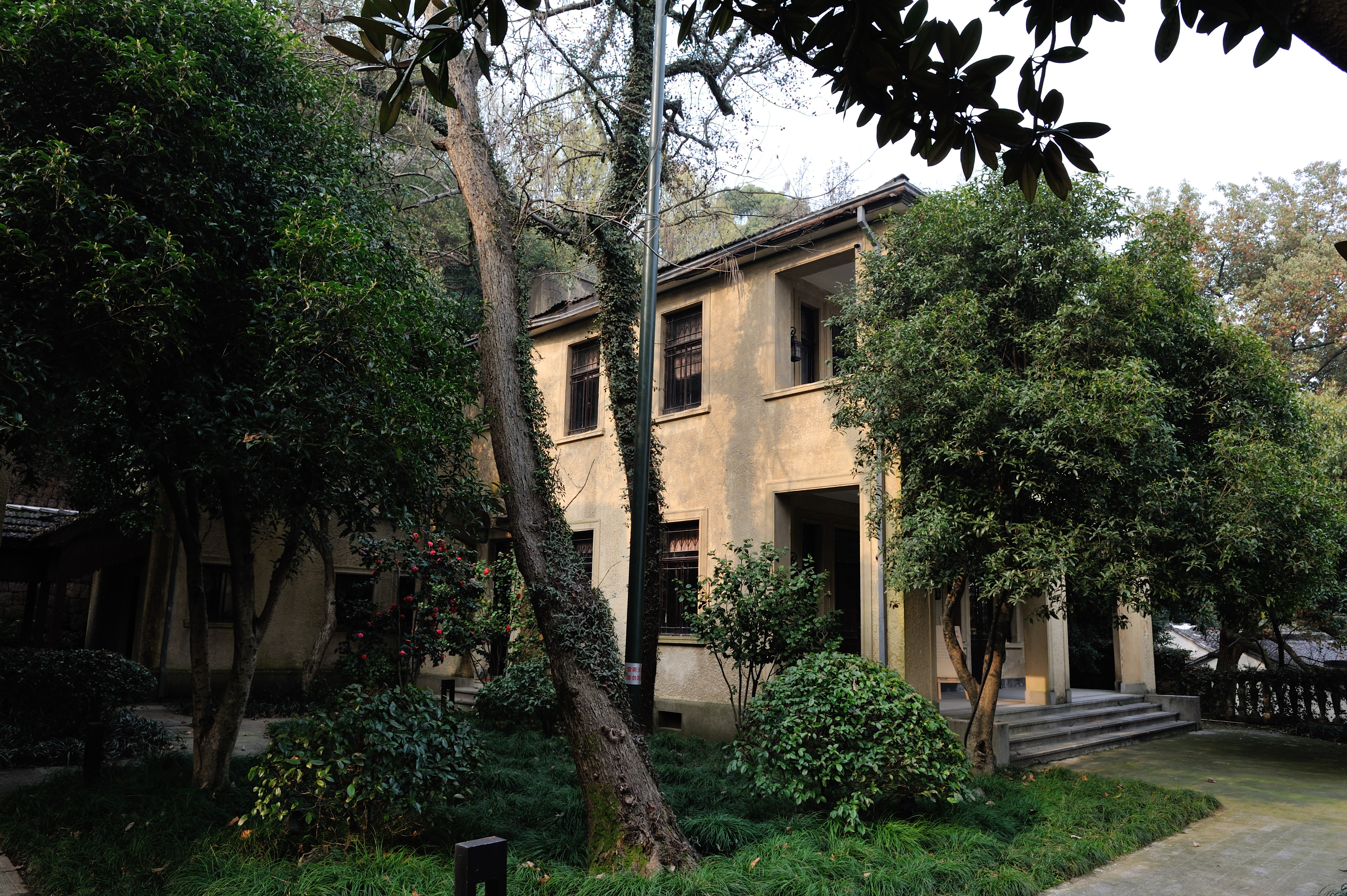
西楼
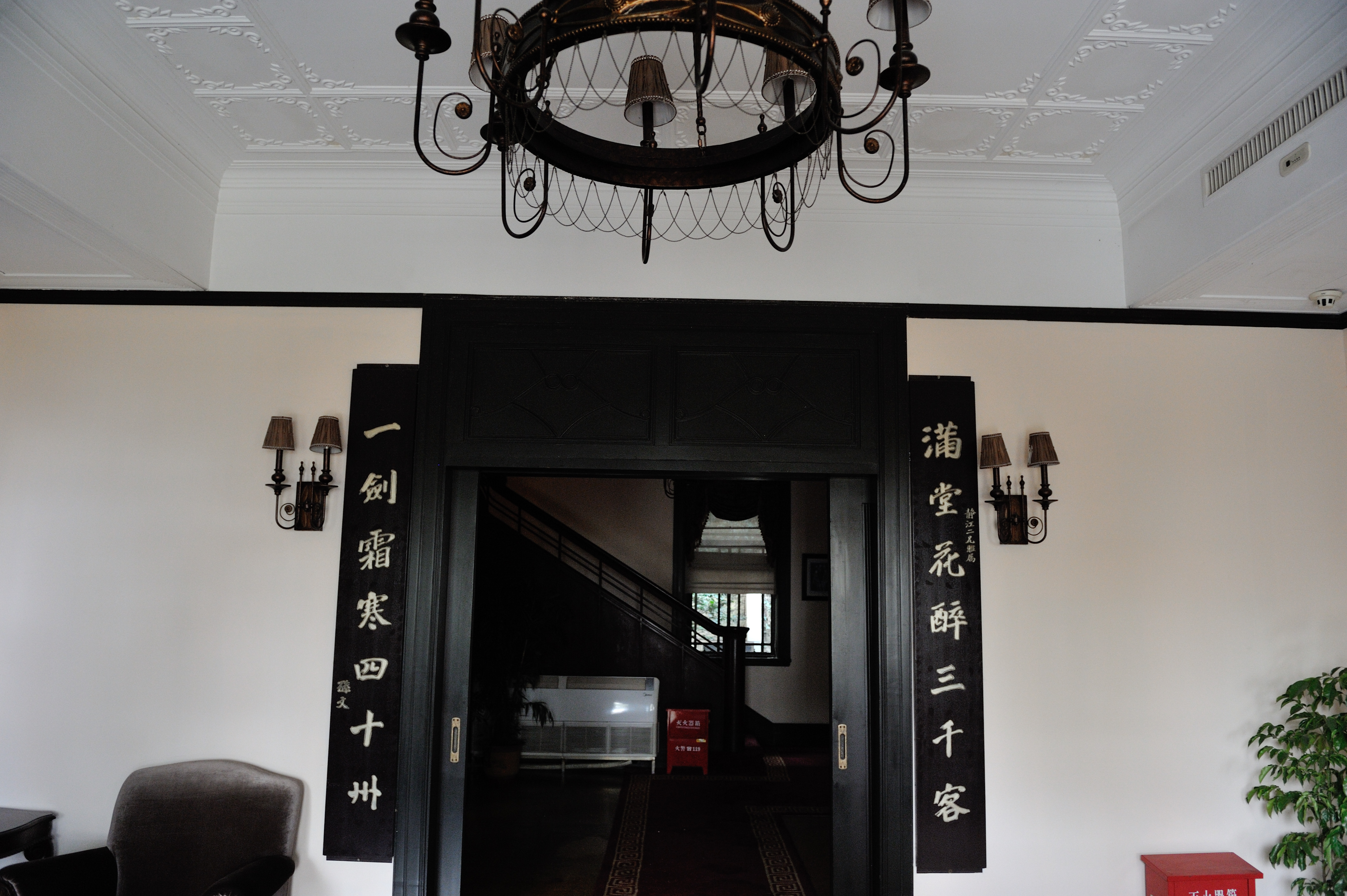
西楼一层